# Villa Ludwigshöhe
Die Villa Ludwigshöhe, vor Ort oft auch nur die Ludwigshöhe genannt, bei Edenkoben in Rheinland-Pfalz ist ein kleines denkmalgeschütztes Schloss und der ehemalige Sommersitz des Königs Ludwig I. von Bayern.
Heute finden in der Villa Ludwigshöhe Besucherführungen, kulturelle Veranstaltungen und Ausstellungen statt. Zudem präsentiert sie als Außenstelle des Landesmuseums Mainz in der Max-Slevogt-Galerie einen großen Teil des künstlerischen Nachlasses des Malers Max Slevogt.

## Geographie

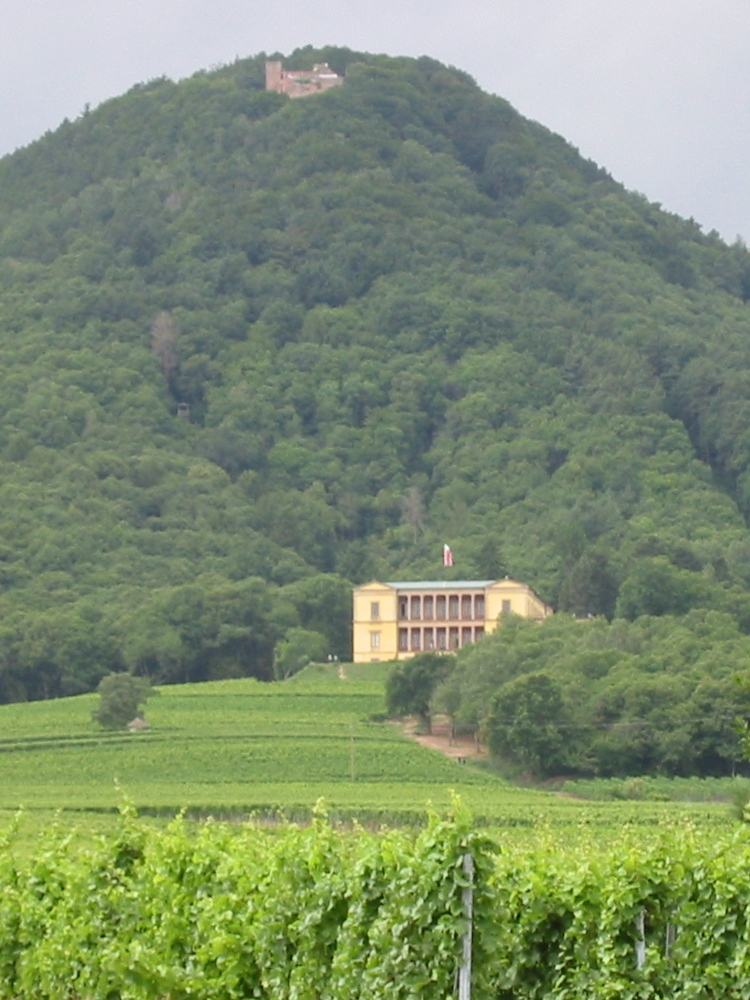
Villa Ludwigshöhe unter der Rietburg

Westlich der südpfälzischen Kleinstadt Edenkoben und der Ortsgemeinde Rhodt liegt am Rand der zum pfälzischen Weinanbaugebiet gehörenden Rebenhügel die Villa Ludwigshöhe auf 303 m Höhe am Ostrand des Pfälzerwalds, der Haardt. Die Hanglage ermöglicht einen weiten Blick über die Rheinebene.
Die Rietburgbahn, ein Sessellift, verläuft von der Talstation nahe der Villa, wo sich auch ein öffentlicher Parkplatz befindet, über knapp 1 km hinauf zur Ruine der Rietburg, die sich in 530 m Höhe auf dem östlichen Sporn des 613,2 m hohen Blättersbergs erhebt.
Das Gebäudeensemble der Villa und die Talstation der Rietburgbahn liegen auf Edenkobener Territorium, die Trasse des Sessellifts und die Rietburg innerhalb der Gemarkung von Rhodt.
Für den Kraftverkehr erreichbar ist die Villa großräumig über die Autobahn 65 (Ludwigshafen am Rhein–Karlsruhe), Ausfahrt 14 Edenkoben. In der Stadt, wo das Ziel „Villa Ludwigshöhe“ ausgeschildert ist, zweigt von der Landesstraße 512 die Kreisstraße 64 ab, die als Villastraße über 3 km hinauf zur Ludwigshöhe führt. Kurz bevor die Straße am Besucherparkplatz endet, erhebt sich auf der Bergseite als Spitzbergel ein kleiner, nur 324,7 m messender Vorhügel des Blättersbergs.
Ebenfalls an der K 64, aber 300 m nordöstlich der Villa und etwas unterhalb liegt die vom Südwestdeutschen Fußballverband betriebene Sportschule Edenkoben (⊙). Neben den Fußballplätzen, die zu der Sportschule gehören, mündet in die Kreisstraße eine Nebenstraße; sie kommt wie die K 64 von Edenkoben her, besitzt jedoch eine Abzweigung, welche die Verbindung (1,5 km) der Villa Ludwigshöhe zur Gemeinde Rhodt schafft.

## Baugeschichte

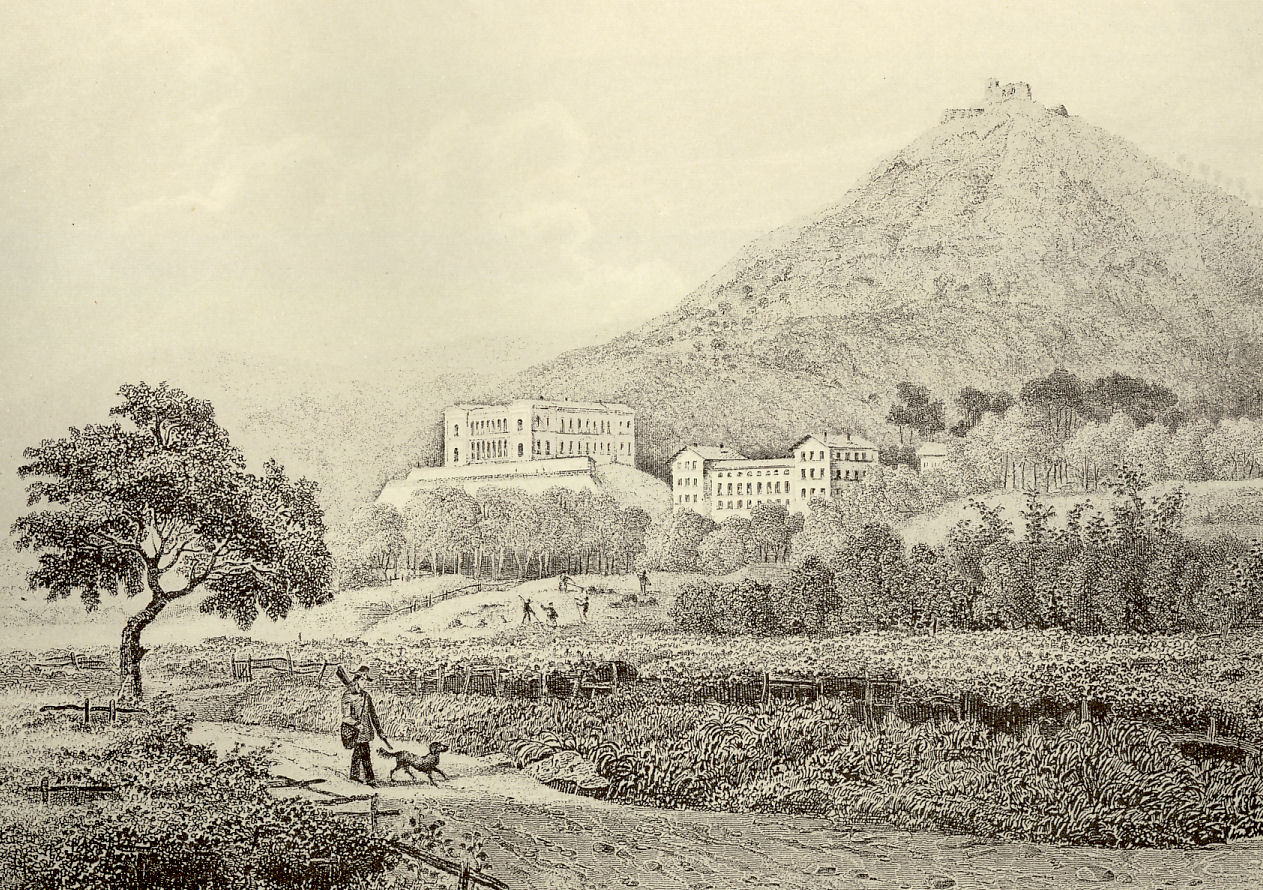
Historischer Stich von Ludwig Rohbock und Johann Poppel

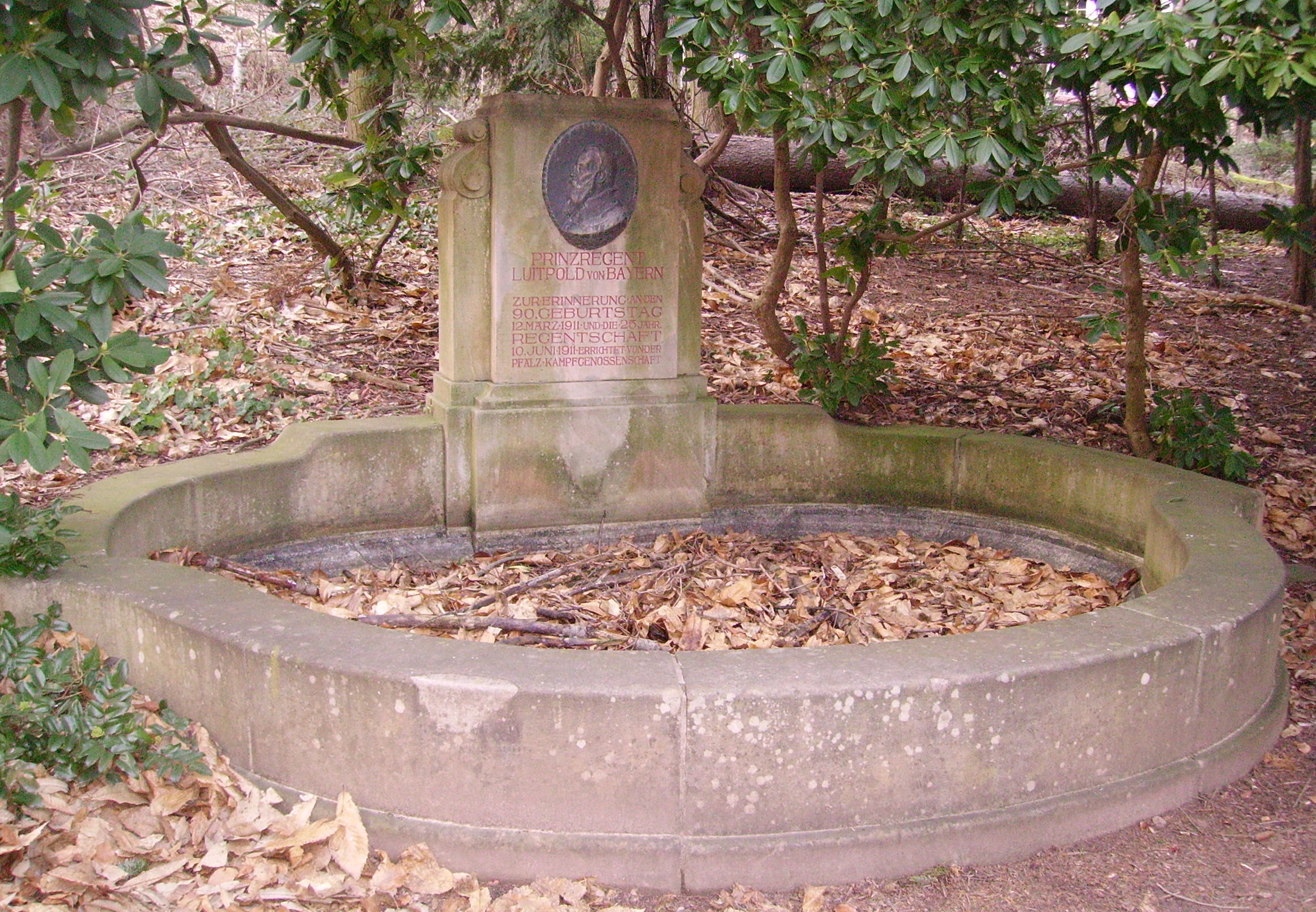
Luitpold-Brunnen im Garten der Villa

1843 fasste König Ludwig I. den Entschluss, sich in der damals zu Bayern gehörenden Pfalz, aus der sein Vater Maximilian I. stammte, eine Sommervilla bauen zu lassen. Sie sollte am Rande des Gebirgszugs der Haardt liegen. 1845 wurden die benötigten Grundstücke zu Füßen der Rietburg den Gemeinden Edenkoben und Rhodt abgekauft.
Der Bau des Schlosses nach italienischen Anregungen in klassizistischen Stilformen begann mit der Grundsteinlegung 1846. Die Arbeiten nach den Plänen des Architekten Friedrich Wilhelm von Gärtner führte der Baumeister Joseph Hoffmann aus Ludwigshafen am Rhein aus. Die Vollendung des Baues zog sich bis 1852 hin. Zunächst war 1847 der Architekt verstorben, weshalb Leo von Klenze die weitere Bauleitung übernommen hatte; zudem hatte der König 1848 wegen seiner Affäre mit Lola Montez zugunsten seines Sohnes Maximilian II. abdanken müssen.
Ludwig I. reiste mit seiner Frau Therese erstmals 1852 nach Edenkoben. Er weilte anschließend alle zwei Jahre in den Sommermonaten Juli und August in der Villa, wo er dann auch seinen Geburtstag feierte. Seine Frau starb 1854 kurz nach der zweiten Reise nach Edenkoben. Ludwigs letzter Besuch der Villa datiert von 1866, zwei Jahre vor seinem Tod.
1911 wurde in der Westecke des Gartens der Villa zum 90. Geburtstag von König Ludwigs Sohn, des Prinzregenten Luitpold von Bayern, der nach diesem benannte Luitpold-Brunnen errichtet, der zu den Kulturdenkmälern von Edenkoben zählt.

## Gebäude

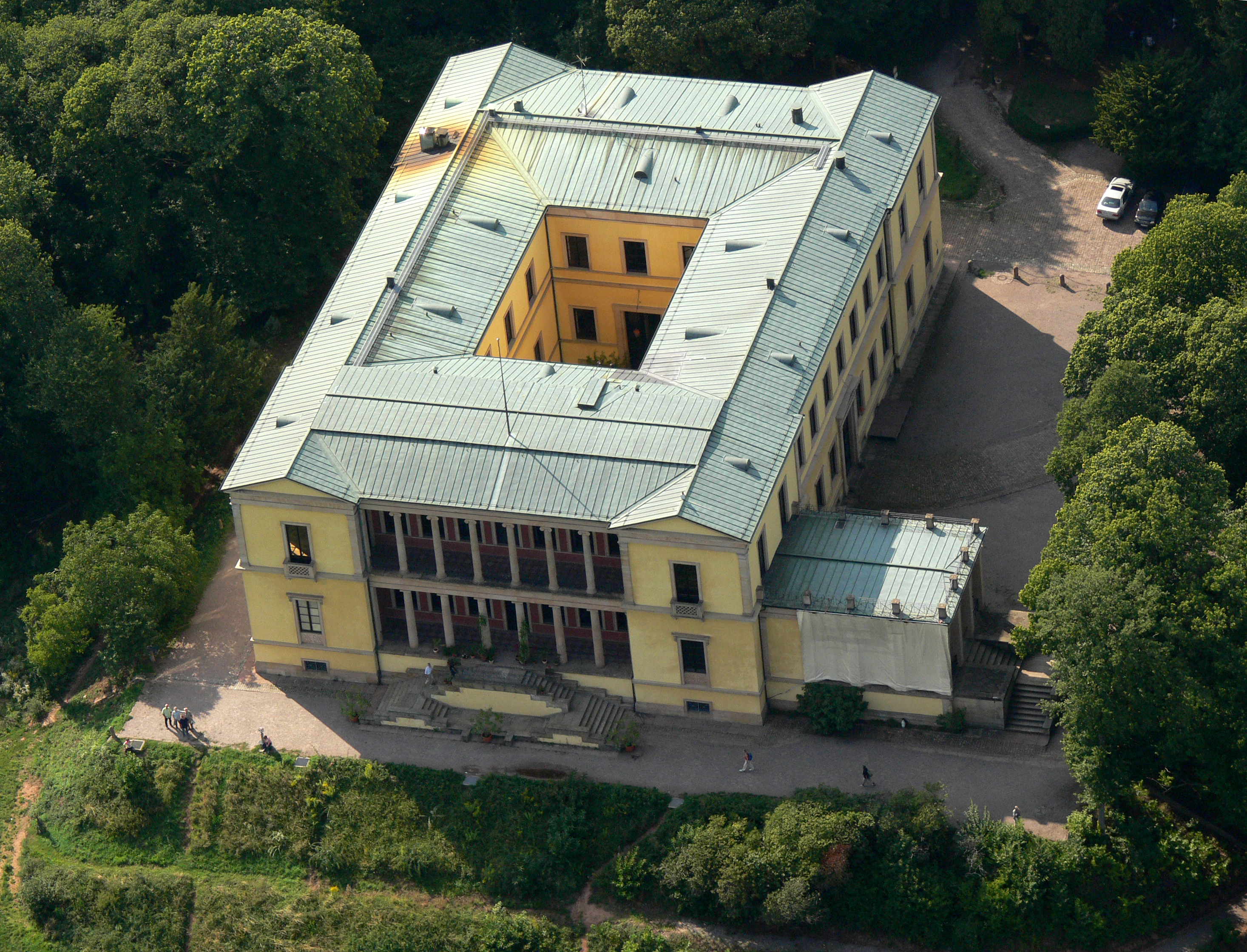
Luftbild

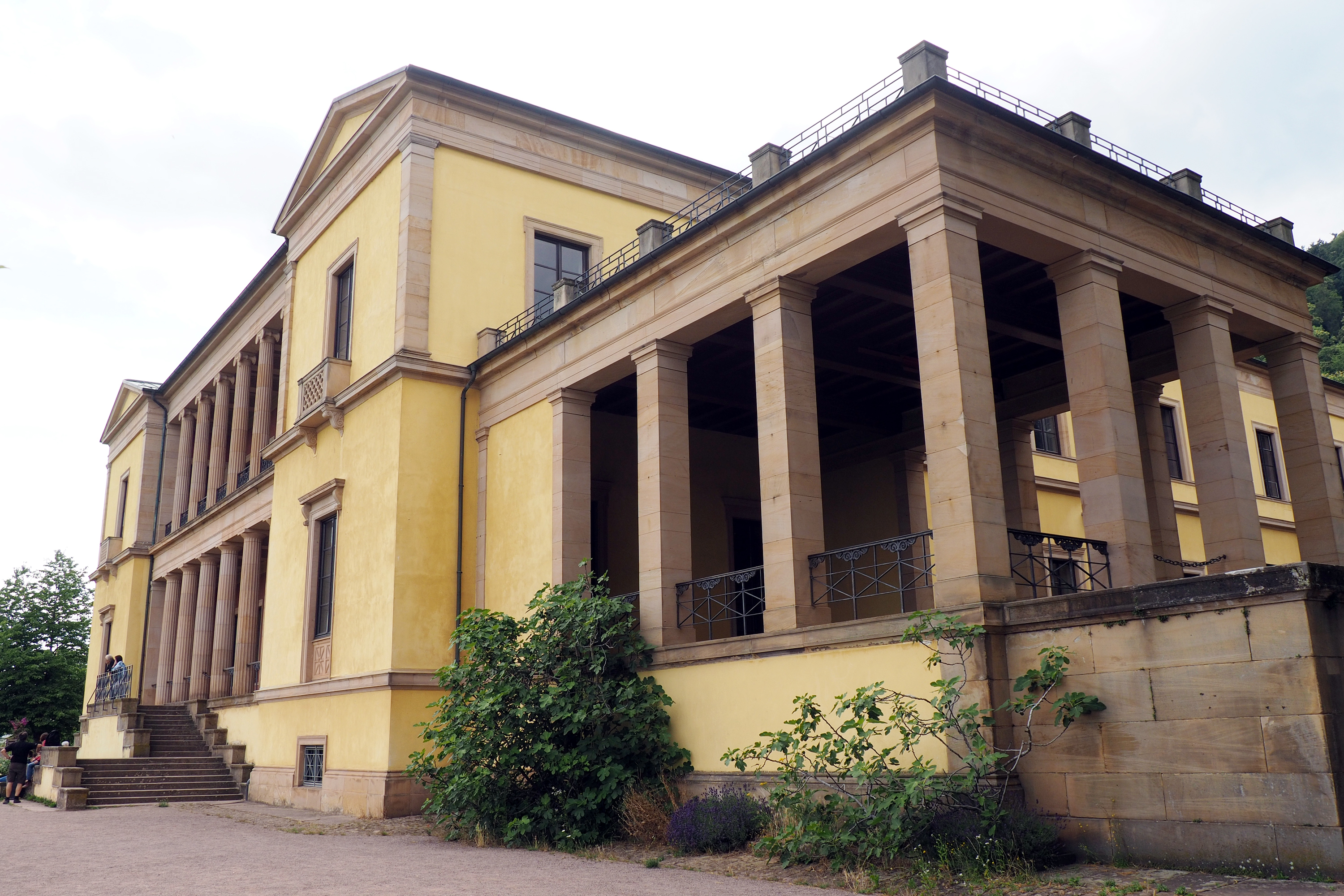
Eingangsbereich mit Veranda vorne rechts

Ursprünglich gehörten zu dem Gebäudeensemble neben dem Königsbau, wie das eigentliche Schloss auch genannt wird, ein Kavaliersbau und ein Marstall. Der Marstall ist nicht mehr vorhanden, im 100 m von der Villa entfernten Kavaliersbau (⊙) wird heute das Weingut Vinification Ludwigshöhe betrieben.
Das zweistöckige Haupthaus der Villa Ludwigshöhe besteht aus vier quaderförmigen Bauten, die sich schräg zu den Himmelsrichtungen rechtwinklig um ein Atrium gruppieren. Die nach Südosten weisende Vorderseite des Haupthauses ist durch zwei übereinanderliegende Säulenreihen vertikal gegliedert. Während die untere Reihe dorische Säulen aufweist, besteht die obere Reihe aus Säulen ionischer Ordnung. Auf der Nordseite ist eine Veranda angebaut, die einer überdachten Terrasse ähnelt.
Die pompejanischen Wandmalereien von Joseph Schwarzmann in verschiedenen der 62 Räume der Villa sind bis heute erhalten; auch die Mosaikfußböden nach römischen Vorbildern haben überdauert. 1899 malte Adalbert Hock aus Aschaffenburg die Wände des Speisesaals mit pompejanischen Motiven neu aus.

## Nutzung

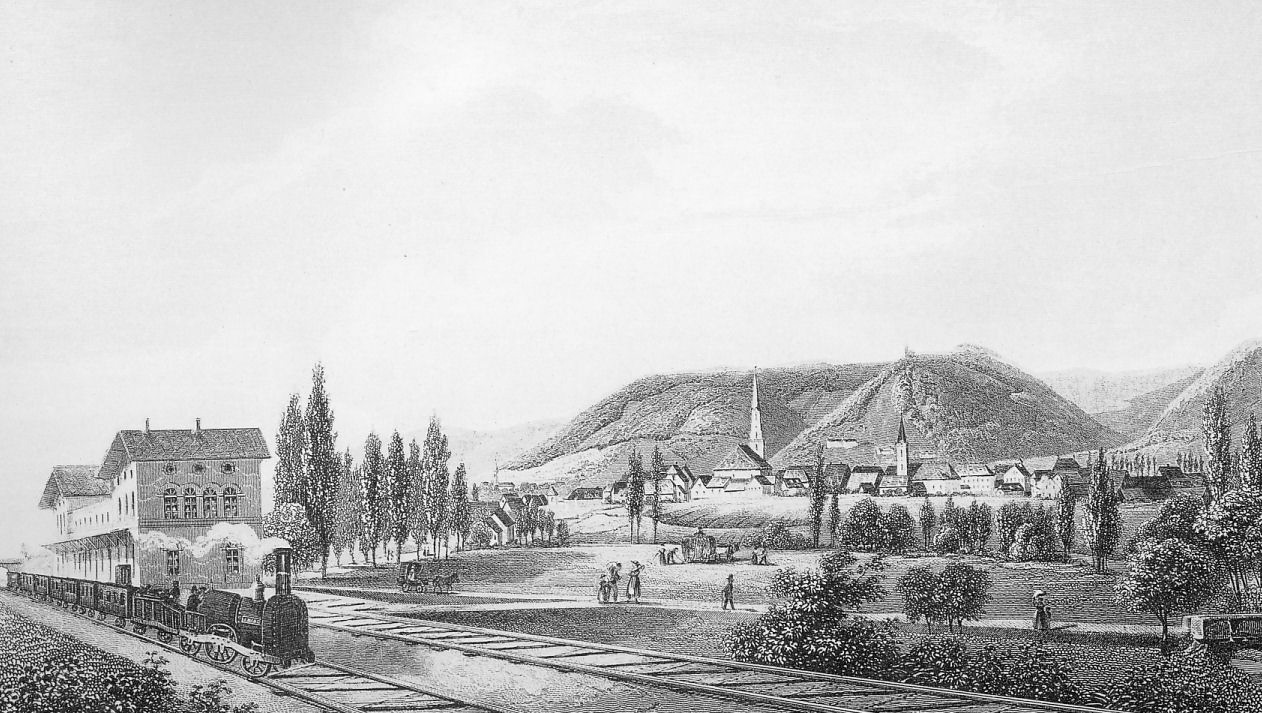
Bahnhof Edenkoben zur Entstehungszeit der Villa

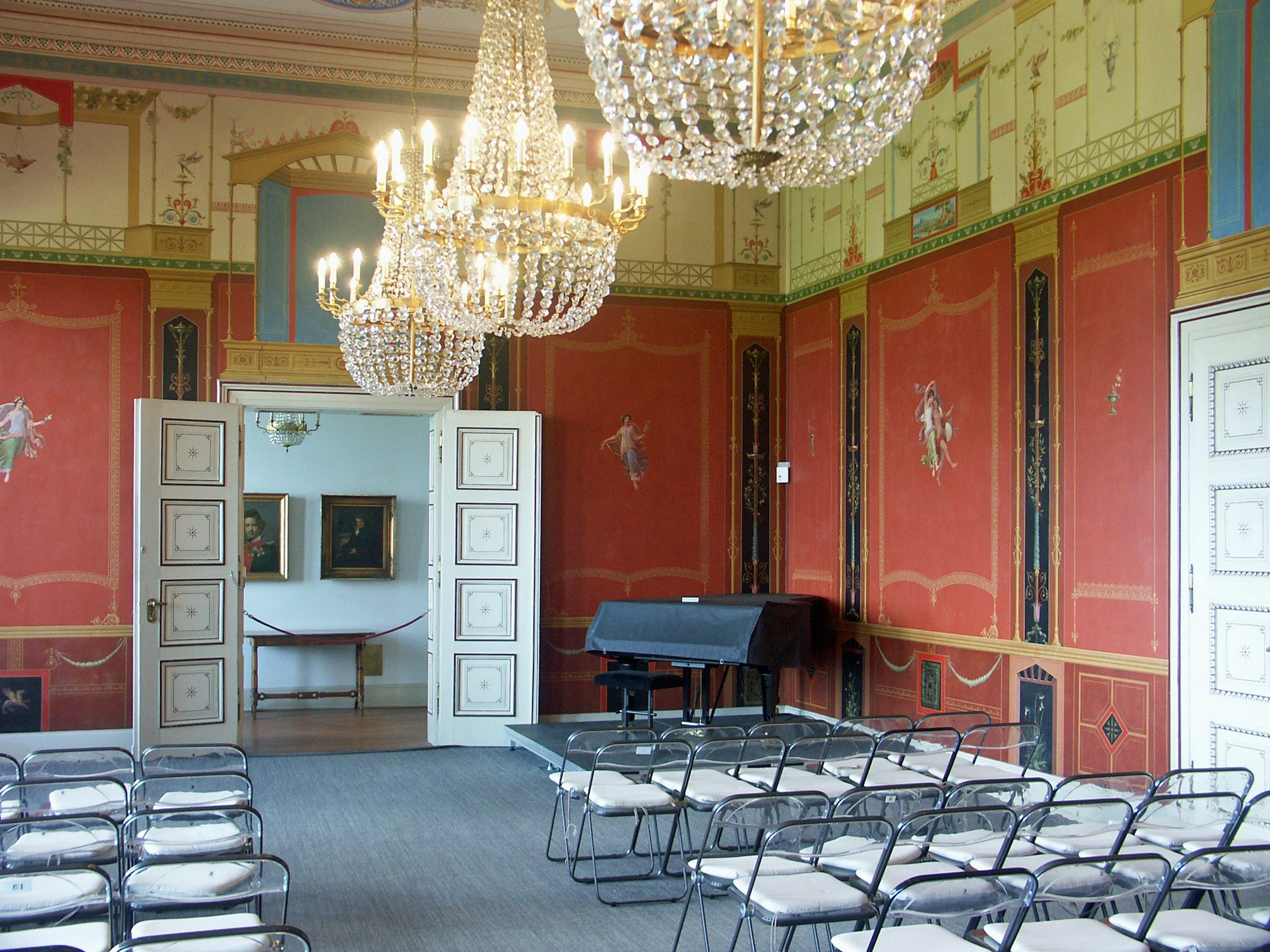
Veranstaltungsraum: der ehemalige Speisesaal

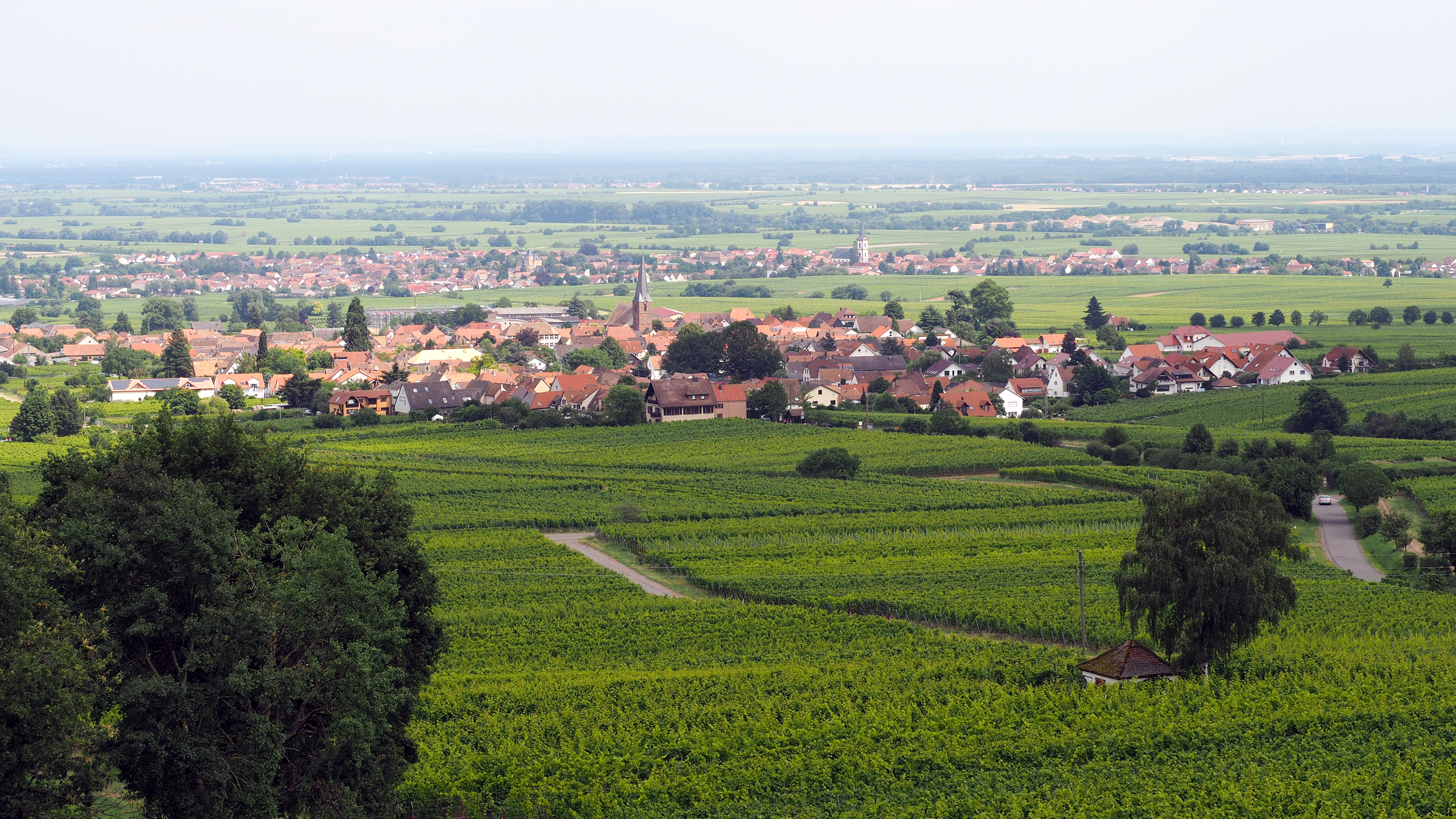
Blick von der Villa in die Rheinebene, vorne die Gemeinde Rhodt

Eigens für Besuche des früheren bayerischen Königs erhielt der Bahnhof Edenkoben, der an der Pfälzischen Maximiliansbahn liegt und 1855 eröffnet wurde, ein großes Empfangsgebäude, das sich an den Baustil der Villa anlehnte. In der Zeit des Nationalsozialismus wurde zur Förderung des Tourismus eine 1,8 km lange Zweigstrecke der Pfälzer Oberlandbahn errichtet, die das Edenkobener Depot der Überland-Straßenbahn mit der Villa Ludwigshöhe verband. Die Strecke wurde am 9. April 1936 eröffnet. Am 17. Mai 1954 wurde sie wieder stillgelegt, nachdem die schrittweise Einstellung der Oberlandbahn begonnen hatte.
1975 erwarb das Land Rheinland-Pfalz das Schloss vom Vorbesitzer, dem Haus Wittelsbach, für 1,9 Millionen DM, was inflationsbereinigt in heutiger Währung 3 Millionen Euro entspricht, und restaurierte das Ensemble mit einem Aufwand von 5,7 Millionen DM (9 Millionen Euro). Es wird für die Aufführung von Konzerten genutzt, vor allem in Zusammenarbeit mit der Stiftung Villa Musica. Außerdem beherbergt die Villa seit 1980 die vom Landesmuseum Mainz wissenschaftlich betreute Max-Slevogt-Galerie mit über 130 Gemälden, von denen stets eine Auswahl zu sehen ist. Daneben werden wechselnde Sonderausstellungen gezeigt. 2007 fand im Gewölbekeller die Sammlung Hinder/Reimers mit 1588 Keramik-Exponaten des 20. Jahrhunderts ihren endgültigen Platz. Seit demselben Jahr ist an Wochenenden und Feiertagen bei gutem Wetter ein nach Südosten gelegenes Freiluftcafé geöffnet, das den Gästen auch Ausblick auf die Rheinebene bietet.
Die Villa Ludwigshöhe ist im Sommerhalbjahr von April bis einschließlich November außer montags geöffnet, stündlich finden Führungen statt. Die Zahl der jährlichen Besucher liegt bei 40.000 Personen. Schlossverwalter im Auftrag der Generaldirektion Kulturelles Erbe Rheinland-Pfalz war von 2002 bis zu seinem Tod 2019 Andreas Spieß.
Jedes Jahr Ende August wird der Geburtstag von König Ludwig I. mit dem Schlossfest begangen.
Wegen umfangreicher Sanierungs- und Renovierungsarbeiten – vor allem in Bezug auf Brandschutz und Barrierefreiheit – ist die Villa bis auf weiteres (siehe Internetseite) geschlossen.